# Andreas Pietschmann
Andreas Pietschmann (Wurzburgo, Alemania; 22 de marzo de 1969) es un actor alemán, más conocido por haber interpretado a Matreus en 4 gegen Z, a Konstantin von Brendorp en la serie GSG 9 - Die Elite Einheit y al viajero del tiempo en Dark, serie original de Netflix.

## Biografía
Desde 2007 sale con la actriz iraní-alemana Jasmin Tabatabai, con quien tiene dos hijos: Helena Leila Pietschmann (julio de 2009) y Johan Anton Pietschmann (13 de agosto de 2013).

## Carrera
En 2005 se unió al elenco de la serie 4 gegen Z, donde dio vida a Matreus hasta 2007. En 2007 se unió al elenco principal de la primera temporada de la serie GSG 9 - Die Elite Einheit, donde interpretó al oficial Konstantin "Konny" von Brendorp hasta 2008.
En 2010 interpretó al jugador de fútbol profesional Timo Krause en un episodio de la serie Löwenzahn. En 2011 apareció como invitado en un episodio de la serie Tatort, donde interpretó a Holger Riekert; anteriormente había aparecido por primera vez en la serie en 2007, cuando interpretó al doctor Neumann durante el episodio "Fettkiller". En 2012 interpretó a Jesús en la película Maria di Nazaret. En 2015 apareció como invitado en el tercer episodio de la primera temporada de la serie X Company, donde interpretó al soldado alemán Drescher. Más tarde apareció en la serie The Team, donde dio vida a Elias Mueller.
En 2017 apareció en una serie original de Netflix, Dark, con un papel protagónico, en el que interpretaba a un viajero del tiempo.

## Filmografía

### Series de televisión
| Año             | Título                      | Personaje                                     | Notas                                              |
| --------------- | --------------------------- | --------------------------------------------- | -------------------------------------------------- |
| 2022 - presente | 1899                        | Capitán Eyk Larsen                            |                                                    |
| 2021            | Kitz                        | Conny Breidenbacher                           |                                                    |
| 2020            | Los 100                     | Discípulo del pastor                          | 11 episodio "Etherea"                              |
| 2017 - 2020     | Dark                        | Viajero del Tiempo, Jonas Kahnwald del futuro |                                                    |
| 2015 - presente | The Team                    | Elias Mueller                                 | 8 episodios                                        |
| 2015            | X Company                   | Drescher                                      | episodio "Kiss of Death"                           |
| 2015            | Männer! Alles auf Anfang    | Ben Schäfer                                   | 7 episodios                                        |
| 2011 - 2014     | Polizeiruf 110              | Felix                                         | 4 episodios                                        |
| 2012            | Utta Danella                | Christian Frey                                | episodio "Sturm am Ehehimmel"                      |
| 2013            | SOKO 5113                   | Alexander Rohde                               | episodio "Ein perfekter Plan"                      |
| 2012            | Der Kriminalist             | Dr. Bernd Büttner                             | episodio "Ohnmacht"                                |
| 2012            | Die letzte Spur             | Holger Merbold                                | 2 episodios                                        |
| 2011            | Ein Fall für zwei           | Tom Berger                                    | episodio "Koala im Schnee"                         |
| 2011            | Der letzte Bulle            | Erik Schwertfeger                             | episodio "Die Nackttanker von Huttrop"             |
| 2011            | Wilsberg                    | Ingo Vogt                                     | episodio "Frischfleisch"                           |
| 2011            | Tatort                      | Holger Riekert                                | episodio "Der schöne Schein"                       |
| 2010            | Löwenzahn                   | Timo Krause                                   | episodio "Skelett - Knochenbruch beim Pokalspiel"  |
| 2010            | Donna Leon                  | Doctor Linero                                 | episodio "Lasset die Kinder zu mir kommen"         |
| 2010            | Großstadtrevier             | Karsten Sprengler                             | episodio "Liebe macht blind"                       |
| 2009            | Ein starkes Team            | Frank Machnow                                 | episodio "Das große Fressen"                       |
| 2008            | Die Patin - Kein Weg zurück | Weirauch                                      | 3 episodios - miniserie                            |
| 2007 - 2008     | GSG 9 - Die Elite Einheit   | Konstantin von Brendorp                       | 16 episodios                                       |
| 2005 - 2007     | 4 gegen Z                   | Matreus                                       | 41 episodios                                       |
| 2007            | Rosa Roth                   | Peters                                        | episodio "Der Tag wird kommen, Teil 1"             |
| 2005            | Adelheid und ihre Mörder    | Martin Hellwig                                | episodio "Heiße Ware"                              |
| 2004            | Edel & Starck               | Oliver Sebold                                 | episodio "Die Narren sind los"                     |
| 2003            | Die Pfefferkörner           | Rhunau                                        | episodio "Der Chip"                                |
| 2001            | SK Kölsch                   | Eric Voss                                     | episodio "Tod eines Tänzers"                       |
| 2000            | Anke                        | Jo                                            | episodio "Anke, hilf mir, ich finde mich häßlich!" |
| 1998            | Schimanski                  | Stricher                                      | episodio "Rattennest"                              |

### Películas
| Año  | Título                                      | Personaje              | Notas                                                                                        |
| ---- | ------------------------------------------- | ---------------------- | -------------------------------------------------------------------------------------------- |
| 2014 | Die Hebamme                                 | Dr. Clemens Heuser     | junto a David Baalcke, Benedikt Blaskovic, Vladimir Burlakov, Dagny Dewath y Martina Ebm     |
| 2014 | Die geliebten Schwestern                    | Friedrich von Beulwitz | junto a Henriette Confurius, Florian Stetter, Ulrich Blöcher y Bernhard Conrad               |
| 2014 | Ohne Dich                                   | Ralf                   | junto a Stefanie Stappenbeck, Oliver Mommsen, David C. Bunners y Katja Danowski              |
| 2013 | Nord Nord Mord - Clüver und die fremde Frau | Manfred Dobisch        | junto a Robert Atzorn, Julia Brendler, Oliver Wnuk, Henrike von Kuick y Felix Klare          |
| 2013 | Belle et Sébastien                          | Teniente Peter         | junto a Tchéky Karyo, Félix Bossuet, Margaux Châtelier y Jan Oliver Schroeder                |
| 2013 | Vorzimmer zur Hölle III - Plötzlich Boss    | Dr. Phillip Richter    | junto a Simon Böer, Henriette Richter-Röhl, Ivonne Schönherr, Andreas Günther y Dirk Martens |
| 2012 | Zu schön um wahr zu sein                    | Jonas Bauer            | junto a Sabine Postel, Lilli Fichtner, Peter Sattmann, Filip Peeters y Heinrich Schafmeister |
| 2012 | Maria di Nazaret                            | Jesús                  | junto a Alissa Jung, Paz Vega, Antonia Liskova y Thomas Trabacchi                            |
| 2012 | Die Braut im Schnee                         | Steinwachs             | junto a Matthias Koeberlin, Bernadette Heerwagen, Jürgen Tonkel, Tim Seyfi y Florian Panzner |
| 2006 | Freundinnen fürs Leben                      | Martin                 | junto a Anja Kling, Katharina Wackernagel y Wotan Wilke Möhring                              |